# FREAK
FREAK("Factoring RSA Export Keys")는 미국 암호화 수출 규정을 준수하기 위해 수십 년 전에 도입된 SSL/TLS 프로토콜의 암호화 약점을 이용하는 보안 악용이다. 여기에는 (컴퓨팅 리소스가 적은 다른 조직이 아닌) 미국 국가안보국(NSA)에 의해 쉽게 무너뜨릴 수 있는 RSA 모듈이 512비트 이하인 공개 키 쌍(소위 RSA EXPORT 키)만 사용하도록 내보낼 수 있는 소프트웨어를 제한하는 것이 포함되었다. 그러나 2010년대 초에 컴퓨팅 성능이 향상되면서 잘 알려진 수체 체 알고리즘을 사용하는 상대적으로 적당한 컴퓨팅 리소스에 액세스할 수 있는 사람이라면 누구나 단 100달러의 클라우드 컴퓨팅 서비스를 사용하여 이러한 성능을 깨뜨릴 수 있었다. 연결의 엔드포인트 간의 초기 암호 제품군 협상을 조작하는 중간자 공격의 능력과 완성된 해시가 마스터 비밀에만 의존한다는 사실이 결합되어 이는 중간자 공격이 가능하다는 것을 의미한다. 즉, 적당한 양의 계산만으로 중간 공격을 하면 512비트 내보내기 등급 키 사용을 허용하는 모든 웹사이트의 보안이 손상될 수 있다. 이 취약점은 2015년에야 발견되었지만 근본적인 취약점은 1990년대부터 수년 동안 존재해 왔다.

## 같이 보기
- 전송 계층 보안
- CRIME
- POODLE